# أبحاث أكينو التذكارية
أبحاث أكينو التذكارية دراسات في مجال الامن البشري والتنمية المستدامة في اسيا الوسطى والمناطق المجاورة تقدمها جامعة الامم المتحدة. تم تأسيسها في عام 1999  في ذكرى وفاة  الدكتورة يوتاكا أكينو، التي قُتلت في يوليو 1998 أثناء خدمتها كموظف للشؤون المدنية في بعثة مراقبي الأمم المتحدة في طاجيكستان (UNMOT). هذه الزمالة تربط  مشروع الجامعة لأبحاث اكينو التذكارية  حول آسيا الوسطى والمناطق المجاورة حيث كان ليوتاكا أكينو اهتمام أكاديمي ومهني. تمنح الجامعة الزمالات لمواطني دول آسيا الوسطى الذين يدرسون في إحدى الجامعات اليابانية. في عام 1999، حصلت جامعة الأمم المتحدة على تبرع بقيمة 100 مليون ين ياباني من الحكومة اليابانية في ذكرى وفاة أكينو، حيث تستخدم الجامعة نصف التبرعات  لتمويل مشروع أبحاث أكينو التذكاري الذي يمتد لخمس سنوات.